# Хайнац, Гундула
Гундула Хайнац (урожд. Незе; нем. Gundula Nehse, Gundula Heinatz; род. 12 мая 1969, Галле, округ Галле) — немецкая и швейцарская шахматистка, международный мастер среди женщин (1993).
Чемпионка ГДР 1990 года (турнир проводился в последний раз). Участница зональных турниров 1993, 1995 и 1998 годов.
Чемпионка Швейцарии 2014 и 2018 годов. Серебряный призёр чемпионата Швейцарии 2002 года.
В составе сборной Германии участница шахматной олимпиады 1992 года и командного чемпионата Европы того же года.
В составе сборной Швейцарии участница 7-и шахматных олимпиад (1992, 2002—2014), 5-и командных чемпионатов Европы (1992, 2007, 2011—2017) и 4-х Кубков Митропы (2005, 2010, 2013, 2015). На командном чемпионате Европы 2007 года завоевала индивидуальную серебряную медаль на 3-й доске.
В составе клуба «Dresdner SC» победительница немецкой Бундеслиги 1995 года.
Специалист по информационным технологиям. Окончила Дрезденский технический университет. Имеет степень PhD, тема диссертации — «Kommunikationsmuster und deren Anwendung in der Informationslandschaft» («Модели общения и их применение в сфере информации»).
Дочь — Мария Хайнац (род. 1991), шахматистка, участница командного чемпионата Европы 2017 года в составе сборной Швейцарии.

## Изменения рейтинга
| Графики недоступны из-за технических проблем. См. информацию на Фабрикаторе и на mediawiki.org. |